# Mekhongthelphusa
Mekhongthelphusa is een geslacht van kreeftachtigen uit de klasse van de Malacostraca (hogere kreeftachtigen).

## Soorten
- Mekhongthelphusa brandti (Bott, 1968)
- Mekhongthelphusa kengsaphu Naiyanetr & Ng, 1995
- Mekhongthelphusa neisi (Rathbun, 1902)
- Mekhongthelphusa tetragona (Rathbun, 1902)